# Georg Nyström
Thomas Georg Nyström, född 20 juni 1865 i Karlskrona, död 1 november 1942, var en svensk militär. Han var son till Thomas Nyström.

## Biografi
Nyström, vars far var överstelöjtnant, blev underlöjtnant vid Södra skånska infanteriregementet 1885, löjtnant vid generalstaben 1894, major 1905, överste 1911, chef för Hälsinge regemente 1915, generalmajor och tillförordnad chef för VI. arméfördelningen 1920, chef för V. arméfördelningen 1923, övergick på övergångsstat 1928, blev generallöjtnant samma år och erhöll avsked 1930. Han tjänstgjorde i danska armén 1903 och 1912, företog studieresor till Österrike-Ungern 1911 och Nederländerna 1912 samt var chef för Lantförsvarsdepartementets kommandoexpedition 1912–1915. Nyström var lärare vid Sjökrigsskolan 1906–1910, sekreterare i generalkommissionerna 1907 och 1908, vid parlamentariska försvarskommittén 1907–1910 och utgav Öfversikt af Tysklands härväsende (1905).
Nyström blev ledamot av andra klassen av Krigsvetenskapsakademien 1906 och av första klassen 1920. Han gravsattes i Gustav Vasa kyrkas kolumbarium i Stockholm.

## Utmärkelser

### Svenska utmärkelser
- Kommendör med stora korset av Svärdsorden, 6 juni 1930.[6]
- Kommendör av första klassen av Svärdsorden, 6 juni 1918.[7]
- Kommendör av andra klassen av Svärdsorden, 6 juni 1915.[8]
- Riddare av första klassen av Svärdsorden, 1905.[9]
- Riddare av Carl XIII:s orden, 1 mars 1932.[10]
- Riddare av Nordstjärneorden, 1910.[11]

### Utländska utmärkelser
- Andra klassen av Persiska Lejon- och solorden, senast 1915.[12]
- Kommendör med kraschan av Österrikiska Frans Josefsorden, senast 1915.[12]
- Kommendör av Belgiska Kronorden, senast 1915.[12]
- Kommendör av andra graden av Danska Dannebrogorden, senast 1915.[12]
- Kommendör av Italienska Sankt Mauritius- och Lazarusorden, senast 1915.[12]
- Tredje klassen av Japanska Heliga skattens orden, senast 1915.[12]
- Kommendör med svärd av Nederländska Oranien-Nassauorden, senast 1915.[12]
- Kommendör av andra klassen av Norska Sankt Olavs orden, senast 1915.[12]
- Riddare av andra klassen av Preussiska Röda örns orden, senast 1915.[12]
- Officer av Franska Hederslegionen, senast 1915.[12]
- Officier de l’Instruction publique av Franska Akademiska palmen, tidigast 1915 och senast 1918.[12][13]